# Mimudea phaealis
Mimudea phaealis là một loài bướm đêm trong họ Crambidae.